# Pregnana Milanese
Pregnana Milanese is een gemeente in de Italiaanse metropolitane stad Milaan (regio Lombardije) en telt 5962 inwoners (31-12-2004). De oppervlakte bedraagt 4,9 km², de bevolkingsdichtheid is 1215 inwoners per km².

## Demografie
Pregnana Milanese telt ongeveer 2298 huishoudens. Het aantal inwoners steeg in de periode 1991-2001 met 2,6% volgens cijfers uit de tienjaarlijkse volkstellingen van ISTAT.
| Jaar | Inwoneraantal |
| ---- | ------------- |
| 1991 | 5835          |
| 2001 | 5985          |

## Geografie
Pregnana Milanese grenst aan de volgende gemeenten: Rho, Pogliano Milanese, Vanzago, Cornaredo, Sedriano, Bareggio.